# Loricaria holmbergi
Loricaria holmbergi är en fiskart som beskrevs av Rodríguez och Miquelarena 2005. Loricaria holmbergi ingår i släktet Loricaria och familjen Loricariidae. Inga underarter finns listade i Catalogue of Life.